# Noriko Matsueda
Noriko Matsueda ( (松枝 賀子?, Matsueda Noriko); Tochigi, 18 dicembre 1971) è una compositrice giapponese di musica per videogiochi, conosciuta soprattutto per le colonne sonore della serie Front Mission, The Bouncher e Final Fantasy X-2.
Laureata al Conservatorio Shobi di Tokyo, nel 1994 è entrata a far parte della Square (oggi Square Enix) dove ha realizzato brani per nove videogiochi.
Il suo ultimo lavoro accreditato è l'album Final Fantasy X-2 Piano Collection (2004), realizzato poco prima del suo abbandono della compagnia

## Stile ed influenze
Cita George Gershwin, Herbie Hancock, Chick Corea, Igor Stravinsky, e Gustav Mahler tra le proprie influenze musicali.

Ha affermato che nella composizione trae ispirazione da ogni parte del gioco (storia, ambientazione, grafica, personalità dei personaggi) 

## Discografia
| Videogiochi  | Videogiochi                        | Videogiochi                | Videogiochi                                                                                                  |
| Anno         | Titolo                             | Ruolo                      | Co-compositore                                                                                               |
| ------------ | ---------------------------------- | -------------------------- | --- |
| 1995         | Front Mission                      | Composizione/arrangiamento | Yōko Shimomura                                                                                               |
| 1995         | Chrono Trigger                     | Composizione               | Yasunori Mitsuda e Nobuo Uematsu                                                                             |
| 1996         | Bahamut Lagoon                     | Composizione/arrangiamento | |
| 1996         | Tobal No. 1                        | Composizione/arrangiamento | Yasunori Mitsuda, Masashi Hamauzu, Junya Nakano, Ryuji Sasai, Yasuhiro Kawakami, Kenji Itō, e Yōko Shimomura |
| 1997         | Front Mission 2                    | Composizione/arrangiamento | |
| 1999         | Racing Lagoon                      | Composizione/arrangiamento | Takahito Eguchi and Ryo Yamazaki                                                                             |
| 2000         | The Bouncer                        | Composizione/arrangiamento | Takahito Eguchi                                                                                              |
| 2003         | Final Fantasy X-2                  | Composizione/arrangiamento | Takahito Eguchi                                                                                              |
| Altri Lavori |                                    |                            | |
| Year         | Title                              | Role                       | Co-worker |
| 2002         | Final Fantasy X Vocal Collection   | Composizione               | Takahito Eguchi, Yoko Shimomura, Naoki Masumoto, Takeharu Ishimoto, e Nobuo Uematsu                          |
| 2004         | Final Fantasy X-2 Piano Collection | Arrangiamento              | Takahito Eguchi, Hiroko Kokubu, Masahiro Sayama, and Febian Reza Pane                                        |